# Mongolblatta accurata
Mongolblatta accurata  (лат.) — ископаемый вид тараканов рода Mongolblatta из вымершего семейства Mesoblattinidae. Обнаружены в верхнеюрских отложениях Центральной Азии (Шар-Тегская свита, Sharteg Formation, Гоби-Алтайский аймак, восточнее горы Атас-Богд 5—6 км, западнее горы Шара-Тэг, Монголия, около 150 млн лет). Размер надкрылий 10,0×3,9 мм. Радиальная жилка с 13 ветвями. Жилка Sc 2 разветвлённая. 
Вид был впервые описан по отпечаткам крыльев в 2004 году словацким энтомологом П. Врсанским (Vrsansky Peter; Geological Institute, Slovak Academy of Sciences, Братислава, Словакия) вместе с Blattula mongolica, Blattula vidlickai, Breviblattina minor, Elisama pterostigmata, Elisamoides mantiformis, Shartegoblattina elongata, и другими новыми ископаемыми видами. Близок к вымершему виду Mongolblatta sanguinea Vršanský, 2004 (второму позднее описанному из России виду рода Mongolblatta Vršanský, 2004, который немного мельче, длина надкрылий 8 мм, максимальная ширина — 3,3 мм), отличаясь своими более крупными размерами.